# كايسا

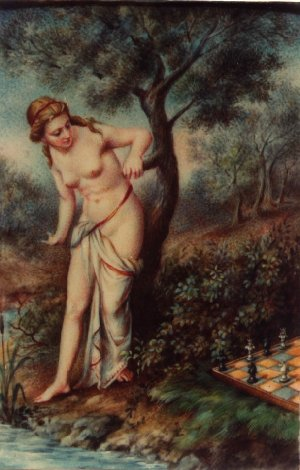
رسمة توضيحية لكاسيا بريشة فراتا 1800.

كايسا هي حوراء درايد خيالية تصور على أنها إلهة الشطرنج. تم ابتكارها خلال عصر النهضة بواسطة الشاعر الإيطالي هيرونيموس فيدا.

## قصيدة ماركو فيدا
ابتُكرت كايسا أول مرة في قصيدة تسمى Scacchia, Ludus «لعبة الشطرنج» تحوي 658 سطر تم نشرها سنة 1527 بواسطة هيرونيموس فيدا (ماركو جيرولامو فيدا) باللغة اللاتينية وهي تصف مباراة بين أبولو وميركوري في حضرة آلهة أخرى، وفيها تم استبدال كلمة rochus (رخ) بقلاع وصفت على أنها هوادج مسلحة على ظهور الفيلة، وكلمة alfinus (الفيل) بكلمة نبال أو رامي السهام.
Tum geminae velut extremis in cornibus arces
hinc atque hinc altis stant propugnacula muris,
quae dorso immanes gestant in bella Elephanti.
وبعدها توأم، كما لو في النهايات، قلاع في الزوايا.
هنا وهنا تقف أسوار بجدران عالية.
بها أعداد هائلة تنقل إلى الحرب على ظهور الفيلة.
تم نشر نسخة مسربة غير مرخصة تحوي 742 سطر سنة 1525 نصها يختلف كثيرا عن الأصلية؛ إذ تسمى فيها كاسيا بـ: سكاشيا "Scacchia" والقلعة باسم سايكلوب والفيل فيها عبارة عن قنطور نبال " centaur archer".
هذا قاد إلى الاسم الحديث «قلعة» «كاسل» بالنسبة للرخ ومنه المصطلح «تحصين» «كاسلين»، وكذلك للشكل الحديث لقطعة القلعة الأوروبية. كذلك ولمدة كان بعض اللاعبين في أوروبا يسمون القلعة «فيلا» والفيل «نبالا»، في ألمانيا Schütze (نبال) أصبحت الاسم العام لقطعة الفيل حتى تم تبديلها بـ: Läufer (العداء) في القرن 18.

## قصيدة ويليام جونز
أعاد المستشرق الإنجليزي وليام جونز استخدام شخصية كايسا للشاعر فيدا سنة 1763 في قصيدة له بعنوان كايسا كتبها باللاتينية ، وقام كذلك بنشر نسخة إنجليزية للقصيدة.
في القصيدة ترفض كايسا في البداية التقدمات التي أحرزها إله الحرب مارس، ونتيجة لشعوره بالرفض يسعى مارس لطلب العون من إله الرياضة إيفرون أخ فينوس، الذي قام بابتكار لعبة الشطرنج كهدية لمارس كي يكسب بها تأييد كايسا.

## استخدام حديث
تتم الإشارة إلى كايسا في التعليقات على الشطرنج:
- يستخدم غاري كاسباروف كايسا بين الفينة والأخرى، خاصة في كتابه ذو الخمسة أجزاء «أسلافي العظماء»، حيث استخدمها كدلالة على الحظ -«كايسا كانت إلى جانبي»- خاصة في الوضعيات غير الواضحة كالتضحيات مثلا.[9]
- كتاب مسيرة أفكار الشطرنج لأنتوني سيدي استخدم كايسا بشكل كبير.
- استخدم توماس داوسن كايسا كثيرا سواء كشخصية لتقديم سرد أدبي يصاحب مجموعة مسائله [10]، أو كمجرد تجسيم ملائم للشطرنج.[11]

أول محرك شطرنج يفوز ببطولة العالم لمحركات الشطرنج (في 1974) كان اسمه كايسا.
لعبة الأوراق أندرويد: ناترانر تميزت بنوع برامج سمي كايسا، والذي أُلِف استنادا على قطع الشطرنج.

## روابط خارجية
- نص قصيدة Scacchia, Ludus «لعبة الشطرنج» بواسطة هيرونيموس فيدا.
- كايسا بواسطة ويليام جونز.
- موقع كايسا نسخة محفوظة 8 سبتمبر 2008 على موقع واي باك مشين.، قصائد مختارة من أعضاء موقع caissa.com.